# شواردنی
شواردنی (به لاتین: Shevardeni) یک منطقهٔ مسکونی در گرجستان است که در شهرداری کازبگی واقع شده‌است. شواردنی ۰ نفر جمعیت دارد و ۲٬۰۲۰ متر بالاتر از سطح دریا واقع شده‌است.